# Model ABCD
Model ABCD – schemat (ogólny model ramowy) mający służyć zrozumieniu, planowaniu i ewaluacji procesu rozwoju społeczności lokalnej.
Model powstał w Scottish Community Development Foundation Centre (SCDC) w Glasgow, we współpracy z Uniwersytetem w Glasgow, na podstawie prac wykonanych przez SCDC w latach 1994-1996. Model kładzie nacisk na udział w rozwoju i doskonaleniu wszystkich zainteresowanych stron, w tym zwłaszcza członków społeczności. Zachęca do formułowania jasnych i przejrzystych celów, jakie zamierzają osiągnąć poszczególne strony działania – członkowie społeczności, władze lokalne, wolontariusze, czy podmioty finansujące. Ramowe założenia pozostają jednak elastyczne i uwzględniają kolejne etapy rozwoju społeczności.